# Zorion opacum
Zorion opacum är en skalbaggsart som beskrevs av Sharp 1903. Zorion opacum ingår i släktet Zorion och familjen långhorningar. Inga underarter finns listade i Catalogue of Life.